# بیماری‌های کبدی
بیماری های کبدی (به انگلیسی: Liver disease) به بیماری هایی گفته می شود که کبد را تحت تاثیر قرار می دهد. این وضعیت ها اگر طولانی مدت باشند، بیماری مزمن کبدی نامیده می شوند. اگرچه این بیماری ها در جزئیات متفاوت هستند، اغلب ویژگی های مشترکی دارند.
کبد یکی از اعضای حیاتی بدن ماست که نقش بسیار مهمی در تصفیه سموم و تنظیم فرآیندهای متابولیکی ایفا می‌کند. بیماری های کبد ممکن است به دلایل مختلفی ایجاد شوند و می‌توانند از نوعی آسیب آورنده مانند سیروز کبد تا مشکلات کمتر اهمیتی همچون افزایش تری‌گلیسرید در خون باشند. 

## انواع بیماری های کبد
بیماری های کبد می‌توانند متنوع باشند. در این بخش به برخی از مهم‌ترین آنها پرداخته خواهد شد.

### سیروز کبد
سیروز کبد یک وضعیت خطرناک است که با تغییرات جدی در ساختار کبد و کاهش عملکرد آن همراه است. افرادی که مبتلا به سیروز هستند، نیاز به مداوا دارند.

### تری‌گلیسرید بالا
افزایش میزان تریگلیسرید در خون می‌تواند به کبد آسیب بزند و از علائمی همچون افزایش چربی در کبد همراه باشد.

### هپاتیت ویروسی
انواع مختلفی از ویروس‌های هپاتیت وجود دارند که به کبد آسیب می‌زنند. هپاتیت A، B، و C از جمله معروف‌ترین آنها هستند.

## علائم بیماری های کبد
بیماری های کبد ممکن است با علائم و نشانه‌های متفاوتی همراه باشند که بسته به نوع بیماری متفاوت می‌شوند.

### درد شکم
درد در منطقه شکم ممکن است ناشی از مشکلات کبد باشد.

### تغییرات در پوست
تغییراتی مانند زردی پوست (جائوندیس) می‌تواند نشانه برخی از بیماری های کبد باشد.

## تشخیص بیماری های کبد
برای تشخیص دقیق بیماری های کبد از تست‌های خونی و تصویربرداری مانند اسونوگرافی و سی تی اسکن استفاده می‌شود.

### تست‌های خونی
تست‌های خونی مانند ALT و AST میزان عملکرد کبد را ارزیابی می‌کنند.

### سونوگرافی کبد
سونوگرافی به ما اطلاعاتی درباره ساختار داخلی کبد ارائه می‌دهد.

## درمان بیماری های کبد
درمان بیماری های کبد بستگی به نوع و شدت آن دارد. از تغذیه مناسب تا داروها و درمان‌های مکمل، روش‌های مختلفی وجود دارد.

### تغذیه مناسب
تغذیه مناسب می‌تواند به بهبود عملکرد کبد کمک کند. کاهش مصرف چربی و الکل نیز توصیه می‌شود.

### داروها و درمان‌های مکمل
برای برخی بیماری های کبد، داروها و درمان‌های مکمل ممکن است موثر باشند. اما باید توجه داشت که درمان‌ها باید توسط یک پزشک تجویز شوند.

## پیشگیری از بیماری های کبد
به منظور پیشگیری از بیماری های کبد، می‌توان تغییرات در سبک زندگی اعمال کرد. واکسیناسیون نیز در برخی موارد مفید است.

### کاهش مصرف الکل
مصرف مسئولانه الکل و کاهش آن می‌تواند از ابتلا به بیماری های کبد جلوگیری کند.

### واکسیناسیون علیه ویروس‌های کبدی
واکسیناسیون در برابر ویروس‌های هپاتیت می‌تواند از ابتلا به این بیماری‌ها پیشگیری کند.

## ملاحظات بیولوژیک

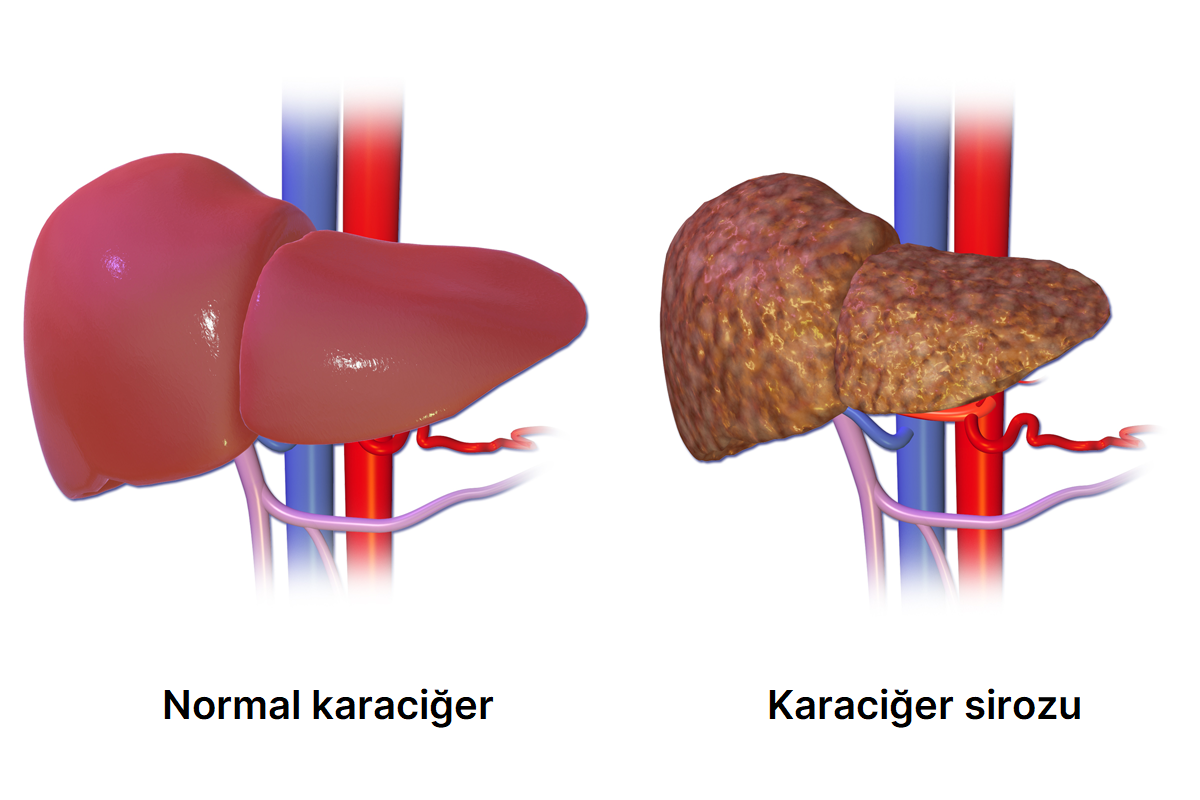
مقایسه بین کبد سالم و کبد مبتلا به سیروز

با آگاهی از ساختار کارکرد طبیعی کبد می‌توان بیماری‌های کبد و تظاهر بالینی آن‌ها را درک کرد. توجه به آناتومی کبد، مجاری صفراوی و هپاتوسیت‌ها برای فهم تظاهرات بالینی بیماری‌های کبدی لازم است. خون‌رسانی دوگانه به کبد که منحصر به کبد است و شامل سیستم وریدی پورت می‌شود کبد را به مشابه یک صافی در سر راه خون وریدی بافت‌های شکمی در اورده‌است. این کار باعث می‌شود که کبد به‌طور ثانویه به تعدادی از بیماری‌های خارج کبدی مبتلا شود و مکان نسبتاً شایعی برای متاستاز تومرهای توپر باشد. به علاوه توجه به آناتومی کبد جهت درک تظاهرات بالینی مهم هیپرتانسیون پورت که از عوارض شایع بیماری‌های مزمن کبدی است و بر اثر تغییر شکل عروق ریز داخل کبدی در نتیجه ایجاد اسکار وبازسازی مجدد به وجود می‌آید بسیار با اهمیت است. در این موارد شواهدی همچون بزرگ شدن طحال وهیپراسپلنیسم و خون ریزی گوارشی و تجمع مایع آسیت و نشانه‌های آنسفالوپاتی پورت سیستمیک وجود دارد. آناتومی مجاری صفراوی از کانالیکول‌ها تا مجرای مشترک صفراوی در پیامدهای یرقان انسدادی امری نقش دارند. در حالی که التهاب کیسه صفرا ممکن است سبب تب ودرد شود. کولدوکولیتیاز باعث کولیک صفراوی و یرقان می‌گردد. خون از طریق ونول‌های پورت که در محیط قرار دارند وارد لوبول کبدی می‌شود و از طریق سینوزوئیدهای کبدی به طرف ورید مرکزی حرکت می‌کند ونول‌های پورت و مجاری کوچک صفراوی و آرتریولهای کبدی در یک تریاد قرار دارند.
این خصوصیات ساختمانی بی شک دلیل حفظ شدن نسبی کارکرد هپاتوسیتها در جریان بسیاری از بیماری‌ها مثل شیستوزومیازیس، سیروزصفراوی که باعث هیپر تانسیون قابل توجه پورت می‌شوند می‌باشد. سلول‌های کبدی بسیاری از ترکیبات بالقوه سمی درونزاد و برونزاد را از طریق اکسیداسیون احیا و کونژوگاسیون توسط آنزیمهای متعدد شبکه آندوپلاسمی تغییر می‌دهند. کونژوگاسیون مواد اولیه: با تبدیل کرن مواد غیر محلول در آب به محلول در آب عموماً دفع کبدی آن‌ها را تسهیل می‌کند. بنابراین تعجب اور نیست که بیماری‌های پارانشیمی کبد ممکن است سبب هایپربیلی روبینمی و یرقان شوند. سایر اعمال سلول‌های کبدی شامل تولید انواع مختلفی از پروتئین‌های محلول در آب برای ترشح آن‌ها به داخل گردش خون ونیز وجود گیرنده‌هایی است که نسبت به لیگاندهای مختلف موجود در گردش خون اختصاصی عمل می‌کنند. البته سلول‌های کوپفر نیز بیشتر وظایف خویش را به صورت یکی از اعضا رتیکولواندوتلیال از طریق کلیرانس شماری از گلیکوپروتئینهای سرم به روش آندوسیتوز با واسطه گیرنده آسیالوگلیکوپروتئین انجام می‌دهند در این خصوصیت سلول‌های کبدی سهیم هستند. آخرین خصوصیت بیولوژی سلولی هپاتوسیتها که در بروز بیماری‌ها نقش دارد استعداد کبد برای تکثیر و بازسازی است. گرچه در پارانشیم طبیعی کبد اشکال میتوزی ناچیزی مشاهده می‌شود بازسازی سریع که شامل تکثیر و هیپرتروفی سلولی است به دنبال برداشتن تجربی بخشی از کبد حیوانات و آدمی مشاهده می‌شود.

## ملاحظات بالینی
ایا مشکل به‌طور اولیه در سلول کبدی وجود دارد یا ثانویه است؟ ایا بیماری ناگهانی بروز کرده‌است یا تدریجی؟ ایا مشکل بیمار سبب اختلال مهمی در کارکرد طبیعی سلول کبدی شده‌است یا خیر؟ ایا علایم ونشانه‌هایی از هیپرتانسیون پورت وجود دارد؟

## چگونگی
بعضی از خصوصیات شرح حال ممکن است و سبب افتراق بیماری کلستاتیک یا بیماری سلول کبدی شوند. شرح حال از درد مشخص در ربع فوقانی راست یا سابقه سوء هضم نشان دهنده کوله لیتیاز و کوله سیستیت یا کولدوکولیتیاز بیماری می‌باشد. به همین ترتیب ناراحتی مبهم نشان دهنده بیماری سلول کبدی ویا ارتشاحی کبد همراه با هپاتومگالی است که سبب درد به علت اتساح حاد کپسول گلیسون می‌شود. علایم مهم دیگری که باید مورد توجه قرار گیرد شامل: خارش، یرقان، بی اشتهایی، کاهش وزن و تب هستند. شکایتی همچون کبودی پس از ضربه مختصر نشانه‌هایی شوم از بیماری کبدی حاد یا مزمن می‌باشد. باید به تماس بیمار با افراد یرقانی توجه کرد اگر بیمار هرگونه تزریقی داشته‌است عفونت هپاتیت b ویا c ممکن است بیماری زمینه‌ای باشد. تزریقات شامل انتقال خون یا پلاسما، خالکوبی و اقدامات دندان پزشکی می‌باشد یرقان متعاقب عمل جراحی ممکن است به دلیل ماده بیهوش‌کننده یا اختلال عمل دفعی کبد باشد.

## کاوش جسمانی
یرقان در اسکلرا و پوست جستجو می‌شود رنگ پریدگی که نشان دهنده کم خونی است، امکان دارد نشانه‌ای از همولیز، سیروز باشد. لاغری قابل توجه خصوصاً در اندام‌ها ممکن است همراه با سرطان باشد. معاینه پوست ممکن است ناشی از کمبود پروترومبین باشد قرمزی کف دست ممکن است علامت بیماری حاد یا مزمن کبدی باشد. رنگ خاکستری متمایل به اغوانی تیره در پوست به علت افزایش آهن یا برنزه شدن آن باید شک به هموکروماتوز را برانگیزد. ارزیابی وضعیت ذهنی ونیز کارکرد عصبی بسیار مهم است. اختلال مختصر در هوشیاری و تغییرات اندکی در شخصیت بیمار ممکن است نشان دهنده بیماری سلول کبدی باشد ولی باید دقت شود که سایر بیماری‌های عصبی کنار گذاشته شوند. لرزش به شیوه بال زدن در دست‌ها ممکن است همراه آنسفالوپاتی پورتو سیستمیک و کمای کبدی قریب‌الوقوع مشاهده شود. معاینه شکم ممکن است آسیت را آشکار کند که همراه اتساع وریدهای اطراف نافی، نشان دهنده سیروز و گردش خون وسیع جانبی پورت می‌باشد. اگر تظاهرات دیگر بیماری کبدی وجود نداشته باشند بدخیمی باید به‌طور جدی تری مورد توجه قرار گیرد. در سمع شکم، امکان دارد همهمه وریدی روی وریدهای جانبی متسع که از ناف به اطراف منتشر شده‌اند شنیده شود. این طرح وریدی، کاپوت مدوزا خوانده می‌شود. در سیروز پیشرفته، این همهمه وریدی عملاً وجه تشخیص در هیپرتانسیون قابل توجه پورت است. گاهی ممکن است بر روی ندول‌های بزگ در حال بازسازی در بیمار سیروز و گاهی روی هپاتومهاو ندول‌های متاستاتیک کبد شنیده شود فروتمان نیز ممکن است گاهی روی هپاتومها و ندول‌های متاستاتیک کبدی شنیده شود.